# История бранных слов
«История бранных слов» (англ. History of Swear Words) — американский документальный мини-сериал 2021 года от Netflix, снятый режиссёром Кристофером Д’Илайа и посвященный истории бранных слов в английском языке. Роль ведущего в нём играет Николас Кейдж.

## Сюжет
«История бранных слов» представляет собой документальный сериал, в котором ведущий (Николас Кейдж) рассказывает о происхождении обсценной лексики в английском языке. В Netflix сериал назвали «уроком истории, о необходимости которого вы не подозревали».
Каждый из шести эпизодов посвящен отдельному слову: fuck, shit, bitch, dick, pussy и damn. При помощи ряда актёров и экспертов в области филологии, истории, популярной культуры происходит погружение в историю происхождения, использования и культурного влияния слова.

## В ролях
- Николас Кейдж — ведущий.
- Джесс Харнелл
- Сара Сильверман
- Ник Офферман
- Никки Глейзер[англ.]
- Патти Харрисон[англ.]
- Open Mike Eagle[англ.]
- Джоэль Ким Бустер[англ.]
- ДеРей Дэвис[англ.]
- Лондон Хьюз[англ.]
- Джим Джеффрис
- Зайнаб Джонсон[англ.]
- Барон Вон[англ.]
- Исайя Уитлок младший[англ.]

Приглашенные эксперты
- Бенджамин Берген — профессор когнитивистики в Калифорнийском университете в Сан-Диего.
- Энн Чарити Хадли[англ.] — лингвист, профессор в Калифорнийском университете в Санта-Барбаре.
- Мирель Миллер-Янг[англ.] — профессор феминологии в Калифорнийском университете в Санта-Барбаре.
- Элвис Митчелл[англ.] — кинокритик.
- Мелисса Мор — автор книги «Holy Sh*t: A Brief History of Swearing» («Святое дерьмо: Краткая история ругани»)
- Кори Стэмпер[англ.] — лексикограф, бывший редактор Merriam-Webster, автор книги «Word by Word: The Secret Life of Dictionaries» («Слово за словом: Тайная жизнь словарей»).

## Создание и оценки
9 декабря 2020 года появился трейлер шоу. 5 января 2021 года на Neyflix появились все шесть эпизодов.
На сайте-агрегаторе рецензий Rotten Tomatoes сериал получил рейтинг 70 % со средней оценкой 6,4 из 10. По мнению критиков с этого ресурса, «краткость, возможно, и является основой остроумия, но копание чуть глубже только помогло бы „Истории бранных слов“ — шоу, которое почти соответствует своему названию и ведущему, но, чёрт возьми, немного не дотягивает». На сайте Metacritic сериал получил среднюю оценку 62 балла из 100, что указывает на «в целом положительные отзывы».
Ричард Роупер из Chicago Sun-Times поставил сериалу три звезды из четырех возможных и описал его как «дерзкий, занимательный и по праву познавательный взгляд на этимологию наиболее распространенных ругательств». Обозреватель «Кинотеатр.ру» Дмитрий Карпюк написал в своей рецензии, что «История бранных слов» выглядит «крайне привлекательно» только «на словах»: в ней слишком много политкорректности. «Этот безобидный и местами вызывающий неловкость продукт, предназначенный скорее для любителей современного стендапа, чем для начинающих лингвистов, заставляет задуматься о трансформациях не языка, а современного общества и его отношения к самым безобидным вещам», — считает рецензент. «Маленькой радостью» сериала он считает Николаса Кейджа.